# Станіслав Нємчицький
Стані́слав Таде́уш Нємчи́цький (пол. Stanisław Tadeusz Niemczycki; 19 вересня 1872, м. Ярослав, Королівство Галичини та Володимирії — 12 травня 1943, Львів) — польський хімік, педагог і громадсько-політичний діяч. Ректор Львівської академії ветеринарної медицини (1923—1927), професор фармацевтичної хімії Львівського університету (1924—1931).
Міський епідеміолог Львова (1914—1918), член шкільної ради Львова, воєводської дисциплінарної комісії для вчителів, депутат міської ради Львова 1939 року.

## Життєпис
Народився в сім'ї інженера Яна Нємчицького. Рано втратив батька, знаходив підробіток, щоб утримувати матір і сім'ю. Закінчив гімназію у Львові та природниче відділення Львівського університету (1896), навчався у професора хімії Броніслава Радзишевського.
Асистент кафедри хімії Львівського університету (1896—1904); директор фабрики консервів у м. Любичі (1904—1908); учитель хімії, фізики і математики у гімназії м. Львова (1908—1910); доцент хімії і математики Львівської вищої школи лісівництва (1910—1919), за сумісництвом демонстратор кафедри гігієни Львівського університету (1910—1912), міський епідеміолог Львова (1914—1918); доцент (1912—19), професор (1919—1929) кафедри гігієни харчування, керівник кафедри загальної хімії (1919—1941).

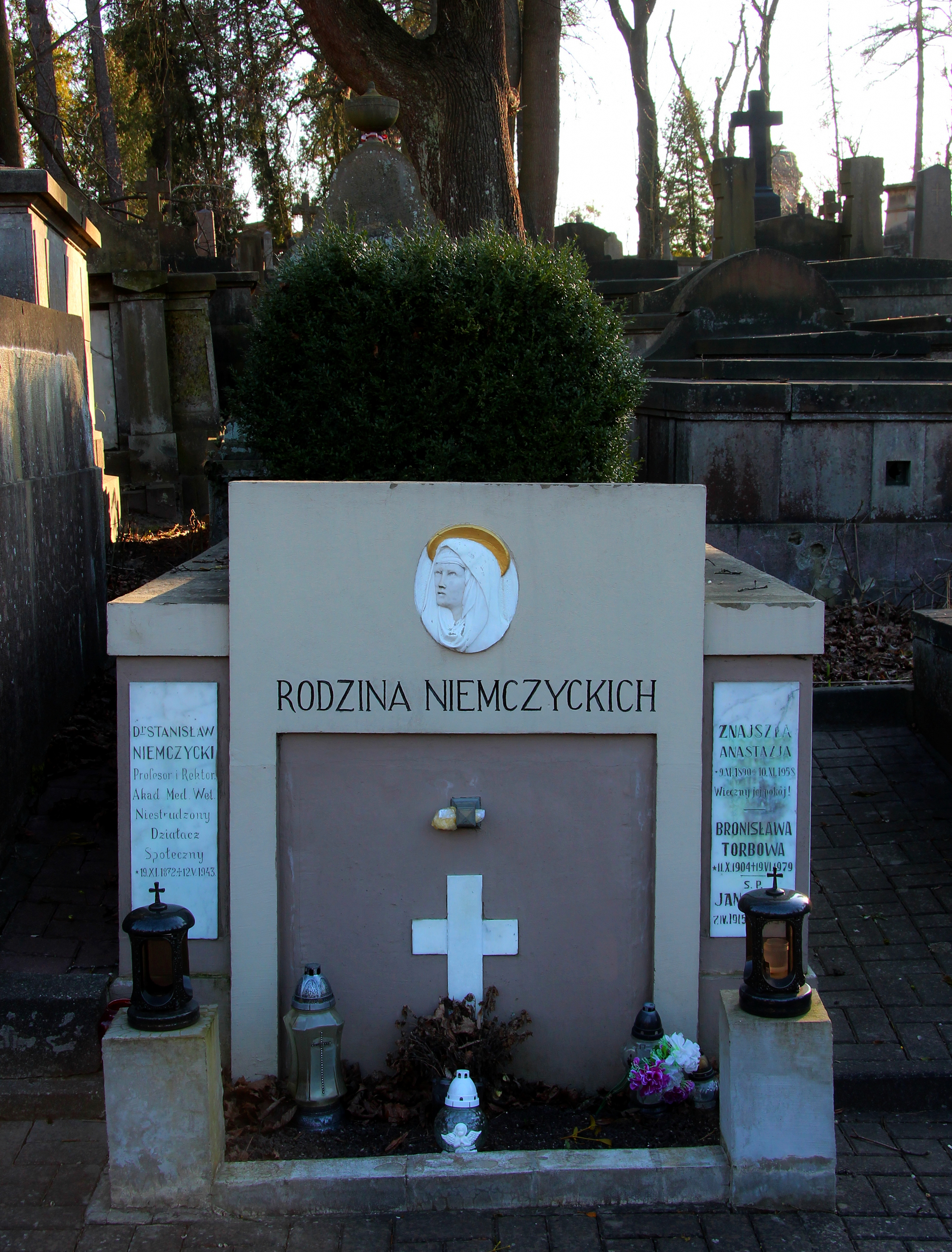

Співредактор наукового журналу «Przegląd Weterynaryjny» (1921—1924), з 1922 року входив до Державної ветеринарної ради при Міністерстві сільського господарства (з 1928 — до Центральної екзамінаційної комісії при цьому ж міністерстві), керівник Бібліотеки Львівської академії ветеринарної медицини від 1924 до жовтня 1929 року.
Похований на 67-му полі Личаківського цвинтаря.

## Дослідження
Напрями наукових досліджень: органічна хімія, фармацевтична хімія, технологія переробки молока.
Автор близько 30 наукових праць (зокрема в паризькому «Le Lait»), серед них 2 монографії, підручники загальної та органічної хімії. Найважливіші праці:
- Higiena mleka (Львів, 1925),
- Witaminy w świetle obecnego stanu nauki i ich znaczenie dla mleka (Львів, 1929),
- Zagadnienie mleka w Polsce (Львів, 1933),
- L'ammoniaque du lait et son dosage (Париж, 1936).